# Shaq Thompson
Shaquille Green „Shaq“ Thompson (geboren am 21. April 1994 in Sacramento, Kalifornien) ist ein US-amerikanischer American-Football-Spieler auf der Position des Linebackers. Er spielte College Football für die University of Washington und steht seit 2015 bei den Carolina Panthers in der National Football League (NFL) unter Vertrag.

## Frühe Jahre und College
Thompson besuchte die Grant Union High School in seiner Heimatstadt Sacramento, Kalifornien. Dort spielte er erfolgreich Baseball und American Football, zudem war er als Leichtathlet aktiv. Die Boston Red Sox wählten Thompson in der 18. Runde des MLB Draft 2012 aus. Im Sommer 2012 bestritt er 13 Spiele für die Red Sox in der Gulf Coast League, blieb aber mit einer On-Base Percentage von 0,170 erfolglos.
Ab 2012 ging Thompson auf die University of Washington und spielte College Football für die Washington Huskies. Bereits als Freshman war Thompson Stammspieler und wurde als Outside Linebacker eingesetzt, nachdem er zunächst als Safety eingeplant gewesen war. Auch in seinem zweiten College-Jahr kam er in allen Partien im Einsatz. Seine erfolgreichste Saison am College spielte Thompson 2014. Neben seiner Rolle als Stammspieler in der Defense wurde er als Runningback eingesetzt und bestritt auf dieser Position zwei Partien als Starter. Als Runningback erlief er bei 61 Versuchen 456 Yards und zwei Touchdowns. In der Defensive setzte Thompson 80 Tackles, davon 2,5 für Raumverlust und einen Sack. Ihm gelangen vier defensive Touchdowns, einer nach einer Interception und drei nach eroberten Fumbles. Thompson wurde mit dem Paul Hornung Award als vielseitigster College-Football-Spieler ausgezeichnet, zudem wurde er in das All-Star-Team der Pacific-12 Conference sowie zum All-American gewählt. Nach der Saison 2014 gab er seine Anmeldung für den kommenden NFL Draft bekannt.

## NFL
Thompson wurde im NFL Draft 2015 in der ersten Runde an 25. Stelle von den Carolina Panthers ausgewählt. Zunächst war er in Carolina hinter Thomas Davis und Luke Kuechly der dritte Linebacker des Teams. In seiner Rookiesaison spielte er bei 40 % aller defensiven Snaps und konnte im NFC Championship Game durch seine gute Deckungsarbeit gegen Larry Fitzgerald auf sich aufmerksam machen. Er zog mit den Panthers in den Super Bowl 50 ein, den sie gegen die Denver Broncos verloren. Auch in den folgenden drei Jahren behielt Thompson seine Rolle als dritter Linebacker inne, außer wenn Davis oder Kuechly ausfielen. In seinen ersten drei Jahren in der NFL kam er in 42 Spielen zum Einsatz, davon 36-mal als Starter. Vor der Saison 2018 zogen die Panthers die Fifth-Year-Option von Thompsons Rookievertrag.
Infolge des Abgangs von Davis nach der Saison 2019 wurde Thompsons Rolle in der Defense von Carolina noch wichtiger, er kam erstmals auf über 100 Tackles. Während der Saison einigte er sich mit den Panthers im Dezember auf eine Vertragsverlängerung um vier Jahre im Wert von 54,2 Millionen US-Dollar. Vor der Saison 2020 verließ auch Kuechly die Panthers, da er seine Karriere beendete. Thompson stellte daraufhin mit 114 Tackles einen neuen Karrierebestwert auf. Vor der Saison 2021 wechselte Thompson seine Trikotnummer von der 54 zur 7. Im Auftaktspiel gegen die New York Jets konnte er mit 10 Tackles, einer Interception, einem Sack und einem verteidigten Pass überzeugen.
In der Saison 2022 führte Thompson sein Team mit insgesamt 135 Tackles an. Bei der Niederlage gegen die New Orleans Saints am zweiten Spieltag der Saison 2023 brach Thompson sich das Wadenbein und wurde anschließend auf die Injured Reserve List gesetzt.

### NFL-Statistiken
| Saison                             | Saison | Spiele | Spiele      | Tackles | Tackles | Tackles | Tackles | Interceptions | Interceptions | Interceptions | Interceptions | Interceptions | Fumbles | Fumbles | Fumbles |
| Jahr                               | Team   | Spiele | als Starter | Gesamt  | Solo    | Ast     | Sacks   | PD            | INT           | Yds           | Lng           | TD            | FF      | FR      | TD      |
| ---------------------------------- | ------ | ------ | ----------- | ------- | ------- | ------- | ------- | ------------- | ------------- | ------------- | ------------- | ------------- | ------- | ------- | ------- |
| 2015                               | CAR    | 14     | 10          | 50      | 32      | 18      | 1,0     | 2             | 0             | 0             | 0             | 0             | 0       | 0       | 0       |
| 2016                               | CAR    | 14     | 12          | 56      | 39      | 17      | 0,0     | 5             | 1             | 12            | 12            | 0             | 0       | 2       | 1       |
| 2017                               | CAR    | 14     | 14          | 61      | 41      | 20      | 2,0     | 1             | 0             | 0             | 0             | 0             | 1       | 0       | 0       |
| 2018                               | CAR    | 11     | 11          | 80      | 51      | 29      | 3,5     | 1             | 0             | 0             | 0             | 0             | 1       | 0       | 0       |
| 2019                               | CAR    | 14     | 14          | 109     | 75      | 34      | 3,0     | 3             | 0             | 0             | 0             | 0             | 0       | 0       | 0       |
| 2020                               | CAR    | 16     | 15          | 114     | 64      | 50      | 0,0     | 5             | 0             | 0             | 0             | 0             | 2       | 1       | 0       |
| 2021                               | CAR    | 14     | 13          | 104     | 65      | 39      | 2,0     | 5             | 2             | 39            | 29            | 0             | 0       | 0       | 0       |
| 2022                               | CAR    | 17     | 17          | 135     | 78      | 57      | 0,5     | 4             | 0             | 0             | 0             | 0             | 0       | 1       | 0       |
| 2023                               | CAR    | 2      | 2           | 8       | 6       | 2       | 0,0     | 0             | 0             | 0             | 0             | 0             | 0       | 0       | 0       |
| 2024                               | CAR    | 4      | 4           | 35      | 19      | 16      | 0,0     | 0             | 0             | 0             | 0             | 0             | 0       | 0       | 0       |
| Gesamt                             | Gesamt | 123    | 112         | 752     | 470     | 282     | 12,0    | 26            | 3             | 51            | 29            | 0             | 4       | 4       | 1       |
| Quelle: pro-football-reference.com |        |        |             |         |         |         |         |               |               |               |               |               |         |         |         |

## Persönliches
Sein älterer Bruder Syd′Quan Thompson spielte 2010 in der NFL als Cornerback für die Denver Broncos, allerdings endete seine NFL-Karriere nach nur einer Saison verletzungsbedingt. Am College war er für die California Golden Bears aktiv.